# Takahiro Kimura
Takahiro Kimura (木村 孝洋, Kimura Takahiro) est un footballeur japonais né le 4 avril 1957.

## Palmarès de joueur
- Finaliste de la Coupe du Japon en 1988 avec le Mazda SC